# Parafia Niepokalanego Serca Najświętszej Maryi Panny w Łaziskach Górnych
Parafia Niepokalanego Serca NMP – rzymskokatolicka parafia znajdująca się w Łaziskach Górnych, w dzielnicy Łaziska Dolne. Parafia należy do archidiecezji katowickiej i dekanatu Łaziska. Powstała 6 marca 1981 roku.